# سوسان جونز
سوسان جونز (بالإنجليزية: Susan Jones )‏ (و. 1968 – م) هي سياسية، من المملكة المتحدة، حزب العمال.

## مناصب
تولت منصب عضو البرلمان في المملكة المتحدة.

## التعليم
تعلمت في جامعة كارديف، وجامعة بريستول.